# Michael Giles
Michael Rex Giles (Waterlooville, 1 maart 1942) is een Engelse drummer, percussionist en zanger, vooral bekend als een van de medeoprichters van King Crimson in 1969. Voorafgaand aan de oprichting van King Crimson maakte hij deel uit van het excentrieke poptrio Giles, Giles & Fripp, samen met zijn broer, bassist Peter en gitarist Robert Fripp.
- Gemeinsame Normdatei: 1021155977
- International Standard Name Identifier: 0000 0000 3589 6688
- Library of Congress Control Number: n93061422
- MusicBrainz: df54c3d8-9f86-47d9-8891-4d17d4bd7949
- Virtual International Authority File: 45975565
- WorldCat: E39PBJkT8pMVFFGgRYgGTtPRKd